# Senza mai parlare
Senza mai parlare è il sesto album in studio di Flavio Pirini, pubblicato il 21 giugno 2020.

## Descrizione
L'album, quasi del tutto registrato in casa, se non per il brano il brano La ragione del tempo (registrato a Milano nel Teatro della Contraddizione), parla di elementi della quotidianità accompagnati da atmosfere blues e malinconiche.
Il disco è stato regolarmente distribuito sulle piattaforme di streaming ufficiali.

## Tracce
1. Re minore – 4:15
2. Ma dov'eri – 2:07
3. Blues – 3:42
4. Car – 2:20
5. Piccole cose – 3:07
6. Bar di notte – 2:41
7. E la chiamano estate – 3:14
8. Vecchie glorie – 3:21
9. La ragione del tempo - Live – 3:16
10. Come va – 2:18
11. A farmi ombra – 3:20
12. Per un attimo – 4:40